# NGC 1267
NGC 1267 (другие обозначения — UGC 2657, MCG 7-7-55, ZWG 540.92, PGC 12331) — эллиптическая галактика (E) в созвездии Персей. Открыта Генрихом Луи Д'Арре в 1863 году. Описание Дрейера: «тусклый, очень маленький, звездоподобный объект круглой формы».
Изучается взаимодействие галактики со спиральной галактикой NGC 1268.
Этот объект входит в число перечисленных в оригинальной редакции «Нового общего каталога».
Галактика NGC 1267 входит в состав группы галактик NGC 1275, помимо NGC 1267 в группу также входят ещё 53 галактики. Она, в свою очередь, входит в Скопление Персея.